# شارلوت سولت
شارلوت سولت (بالإنجليزية: Charlotte Salt)‏ هي عارضة وممثلة بريطانية، ولدت في 12 أغسطس 1985 في المملكة المتحدة.

## أعمال

### أفلام
- (2007) بيوولف[5]

## وصلات خارجية
- شارلوت سولت على موقع IMDb (الإنجليزية)
- شارلوت سولت على موقع ألو سيني (الفرنسية)
- شارلوت سولت على موقع أول موفي (الإنجليزية)
- شارلوت سولت على موقع قاعدة بيانات الأفلام السويدية (السويدية)
- شارلوت سولت على موقع إن إن دي بي (الإنجليزية)
- شارلوت سولت على موقع قاعدة بيانات الفيلم (الإنجليزية)
- شارلوت سولت على موقع كينوبويسك (الروسية)